# Byblis gigantea

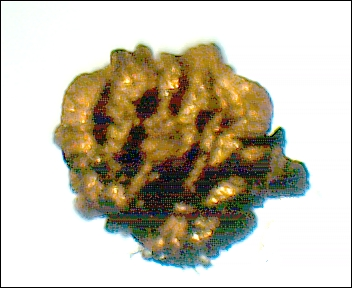
Byblis gigantea – semeno

Byblis gigantea (česky někdy byblida obří nebo byblis obří) je masožravá rostlina z rodu byblis (Byblis). Podle IUCN je považována za kriticky ohrožený druh.

## Rozšíření
Je to australský endemit, roste pouze v jihozápadní Austrálii okolo města Perth. Její výskyt je ohraničen zeměpisnými šířkami 29° 15’ až 33° 15’ (asi 450 km) a vzdálenosti od pobřeží 50 km.
Roste v teplotně mírné oblasti, v podnebí podobném středomořskému (vlhká mírná zima s obdobím dešťů a suché teplé léto), na vlhčích vřesovištích v tmavším bílém písku (jižní populace) nebo v bílém křemičitém písku v oblasti severnějších písečných plání (severní populace). Vyhledává mokřady, slatiniště, kyselé výrazně písčité či humózní substráty. Období letního sucha přečkává v klidovém stavu.

## Popis
Je to vytrvalá keříčková bylina s dlouhými čárkovitými žláznatými listy s tmavě fialovými květy. Má dřevnaté lodyhy a dobře vyvinuté kořeny. Dorůstá výšky okolo 50 cm. Ve svém domově roste ve skupinách, v přírodě je velká variabilita jedinců. Předpokládá se rozdělení na dva poddruhy – severní a jižní populace.
Květy jsou velké a atraktivně zbarvené. Jsou symetrické, ale jen na prvý pohled. Čnělka i tyčinky jsou ohnuté vždy na stranu tak, aby do nich nebyl jednoduchý přístup. Vibracemi křídel přilétajícího hmyzu se tyčinky rozkmitají a pyl se sám vysypává na opylující hmyz.

### Způsob lapání
Je to pasivní masožravá rostlina, na lovu hmyzu se nijak aktivně nepodílí, neprojevuje žádné známky pohybu. Její past je anatomicky jednoduchá, jsou to jakoby orosené, stříbřité lepkavé listy. Na listech, i na kališních lístcích, vyrůstají chloupky, tentakule, dvou typů. Jedny, tentakule marginální, produkují lepkavý sliz který přilepí hmyz usedlý na list. Druhé, tentakule diskální, začnou po podráždění pohybem hmyzu vylučovat trávicí enzymy které měkké orgány hmyzu rozloží a ty jsou vstřebány.
Je zajímavé, že po povrchu listu, aniž by se sami přilepili, se pohybují ploštice rodu Setocoris, které svým bodacím ústrojím sají tělní tekutiny lapeného hmyzu. Jsou to parazité rostliny nebo její symbionte?

### Rozmnožování
Byblis gigantea je víceletá rostlina a lze ji množit řízky nebo semeny. Při množení semeny musíme vzít v úvahu, že rostlina je pyrofyt, roste na místech kde dochází k samovolným požárům a semeno je schopno vyklíčit jen po projití ohněm. V semeni jsou látky které spustí proces klíčení, až v přírodě všechna okolní vegetace shoří a klíčící semeno nebude utlačováno okolními rostlinami. Zřejmě ten požár nemusí být nikterak důkladný, protože při pěstování v domácích podmínkách se to řeší zapálením papíru na substrátu se semeny.

## Pěstování
- náročnost: 3 – obtížná
- Náročnost pěstování nejvyšší.
- Substrát: rašelina + hrubý křemenný písek (2 : 1)
- Letní teploty: mírně teplo, 15–22 °C, vyšší teploty v parnějších dnech nevadí.
- Zimní teploty: chladno, 5–10 °C.
- Letní osvit: maximální možné oslunění na stanovišti.
- Zimní osvit: stejně jako v létě.
- Vlhkost (RVV): sucho nebo slabě vlhko.
- Přesazování: po více letech, po znehodnocení substrátu.
- Květináče: střední velikosti.
- Vhodné pěstební niky: skleníky s dobrou ventilací, okenní parapety, zimní zahrady.